# TBN 차차차 (강원)
이지은의 TBN 차차차는 TBN 강원교통방송(원주 FM 105.9MHz, 춘천 FM 103.7MHz, 강릉 FM 105.5MHz, 양양 FM 95.1MHz, 동해 FM 95.3MHz, 평창 FM 89.3MHz)에서 평일 오후 2시 55분부터 3시 55분까지 방송되는 강원권 지역의 라디오 음악 프로그램이다.

## 코너 소개

### 매일 코너
- 클릭! 오늘의 교통뉴스 - 알아두면 유익한 교통 뉴스를 전해드립니다~!

## 요일 코너

### 월요일
- 띵동 안전퀴즈 : 안전이슈를 퀴즈로 풀어보는 시간
- 주!!! 신!!! : 주제에 맞는 신청곡을 받는 시간

### 화요일
- 추억속으로 퐁당 차차차로 퐁당 : 추억의 7080 노래 소개 (신주연 리포터 출연)
- 당신이 궁금해요 : 하나의 문자 주제로 청취자와 소통하는 코너 (가수 강소리, 데이비드박&한설희, 한담희, 후니용이 순환 출연)

### 수요일
- 돌려돌려 퀴즈!! : 본격 치매예방 프로젝트! 머리~ 돌려돌려 퀴즈!
- 수요데이트 : 노래와 이야기가 있는 즐거운 데이트 (가수 출연 코너)

### 목요일
- 거꾸로 스무고개 퀴즈 : 고개를 넘으면 넘을수록 흥미진진한 스무고개
- 이지경의 요지경 : 콩트로 알아보는 요지경 세상
- 시처럼 노래처럼 : 시처럼 읽어보는 노래 퀴즈

### 금요일
- 차기사, 손님 좀 있어? : 택시를 운전하는 차 기사의 좌충우돌 하루일과. 그 일상속으로 go!go!
- 무사고 무위반 쭉쭉가자! : 한주간 청취자의 무사고, 무위반 인증 문자를 받는 시간
- 원미닛 60초 퀴즈 : 청취자와 함께 하는 60초 스피드 퀴즈! (김소혜 리포터 출연)